# Hash Island
Hash Island ist eine Insel vor der Südostküste Südgeorgiens. Sie liegt in der Einfahrt zum Larsen Harbour.
Teilnehmer der Zweiten Deutschen Antarktisexpedition (1911–1912) unter der Leitung von Wilhelm Filchner nahmen eine grobe Kartierung der Insel vor. Die Benennung geht vermutlich auf Wissenschaftler der britischen Discovery Investigations zurück, welche die Insel 1927 einer erneuten Vermessung unterzogen. Der weitere Benennungshintergrund ist nicht überliefert.